# Baureihe 614
Baureihe 614 (w Polsce VT614 lub SN84) – spalinowy zespół trakcyjny, napędzany silnikami Diesla. W latach 1971–1975 wyprodukowano łącznie 42 egzemplarze, dla Deutsche Bahn. Były przeznaczone do ruchu lokalnego, jak i międzyregionalnego, głównie z powodu prędkości maksymalnej wynoszącej 140 km/h.

## Historia
W 1971 zakłady MAN wyprodukowały dla Deutsche Bundesbahn dwa prototypowe zespoły oznaczone jako 614 001 + 914 001 + 614 002 oraz 614 003 + 914 002 + 614 004. Zostały one wyposażone w system wychylnego nadwozia, z którego jednak zrezygnowano w produkcji seryjnej. W 1973 uruchomiono ją równolegle w zakładach MAN i Waggonfabrik Uerdingen. Powstały łącznie 42 zespoły, które przydzielono do Norymbergi i Brunszwiku.

## Konstrukcja

### Silniki
Pojazd został wyposażony w dwa silniki MAN D 3650 HM 12 U o mocy maksymalnej 370 kW i maksymalnym momencie obrotowym przy 2150 obr./min. Jednak w eksploatacji wykorzystywana moc silników wynosi 331 kW i wynika to ze specyfiki pracy zestawów. Modernizacja, sukcesywnie przeprowadzana od kilku lat, wskazuje na to jak przestarzały konstrukcyjnie jest to power-pack. 26 składów SN84 zostało wyposażonych w power-pack firmy Cummins, czyli dwa silniki diesla o mocy 448 kW. Spełniają one normy spalania Euro 3 i Euro 4. Po modernizacji 26 sztuk zaprzestano dalszych prac modernizacyjnych, głównie z powodu ciągłego wprowadzania na rynek nowszych konstrukcyjnie pociągów.

### Wnętrze
Zestaw SN84 w wersji niezmodernizowanej posiada dwie klasy, zarówno pierwszą, jak i drugą. Przedział 1 klasy jest położony w tylnej części obu wagonów sterowniczych. Natomiast wersja zmodernizowana została pozbawiona 1 klasy, głównie z powodu zmiany przeznaczenia z ruchu międzyregionalnego do ruchu lokalnego. W wersji niezmodernizowanej 2 klasa zaprojektowana jest jako „open space”, z fotelami w układzie po 2 po obu stronach. Fotele są ergonomicznie zaprojektowane, z dermowymi zagłówkami i miękką tapicerką na siedzisku i oparciu, a także składanymi podłokietnikami. Między wybranymi fotelami zamontowano składane stoliki. Natomiast 1 klasa została zaprojektowana jako przedział, podobnie jak w pociągach SA110, eksploatowanych do niedawna przez PR. Wyposażono ją w indywidualne ruchome fotele. Pociągi niezmodernizowanej wersji zostały wyposażony w otwarty obieg WC, natomiast w wersji zmodernizowanej zamontowano WC z układem zamkniętym oraz klimatyzację.

## Eksploatacja

### Niemcy
Pociągi przydzielono początkowo do dwóch Depo: Brunszwik i Norymberga. Pociągi stacjonujące w Brunszwiku obsługiwały głównie trasy w górach Harz, a także w regionie Weserbergland oraz Magistralę Wschód-Zachód, natomiast zestawy należące do depo Norymberga obsługiwały trasy w Górnymi Palatynacie i Frankonii. Od 2008 następuje powolne wycofywanie pociągów I serii produkcyjnej, natomiast pozostałe są sukcesywnie modernizowane. W 2009 sprzedano kolejne pociągi z pierwszej serii produkcyjnej, między innymi do Polski i Rumunii.

### Polska

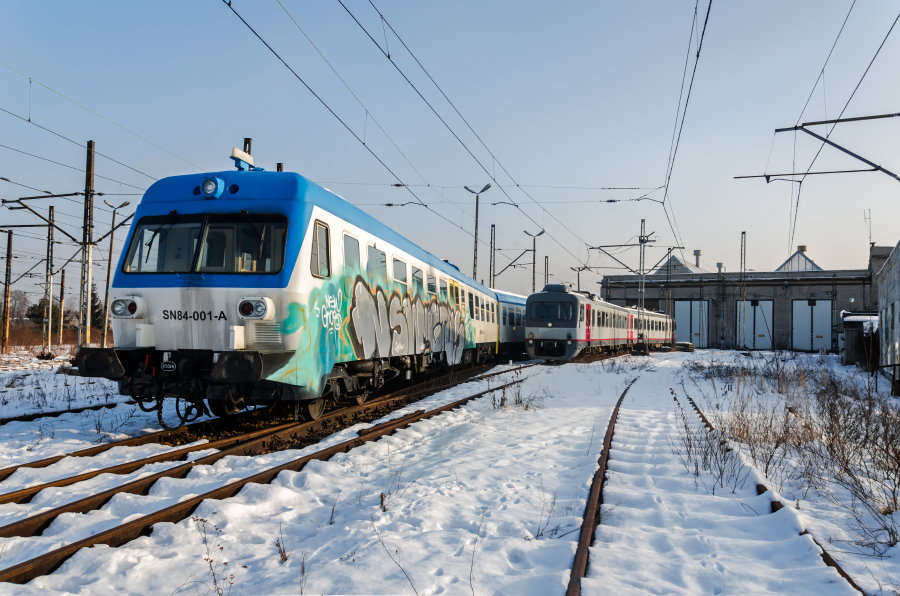
Pojazd SN84-001 odstawiony w Katowicach

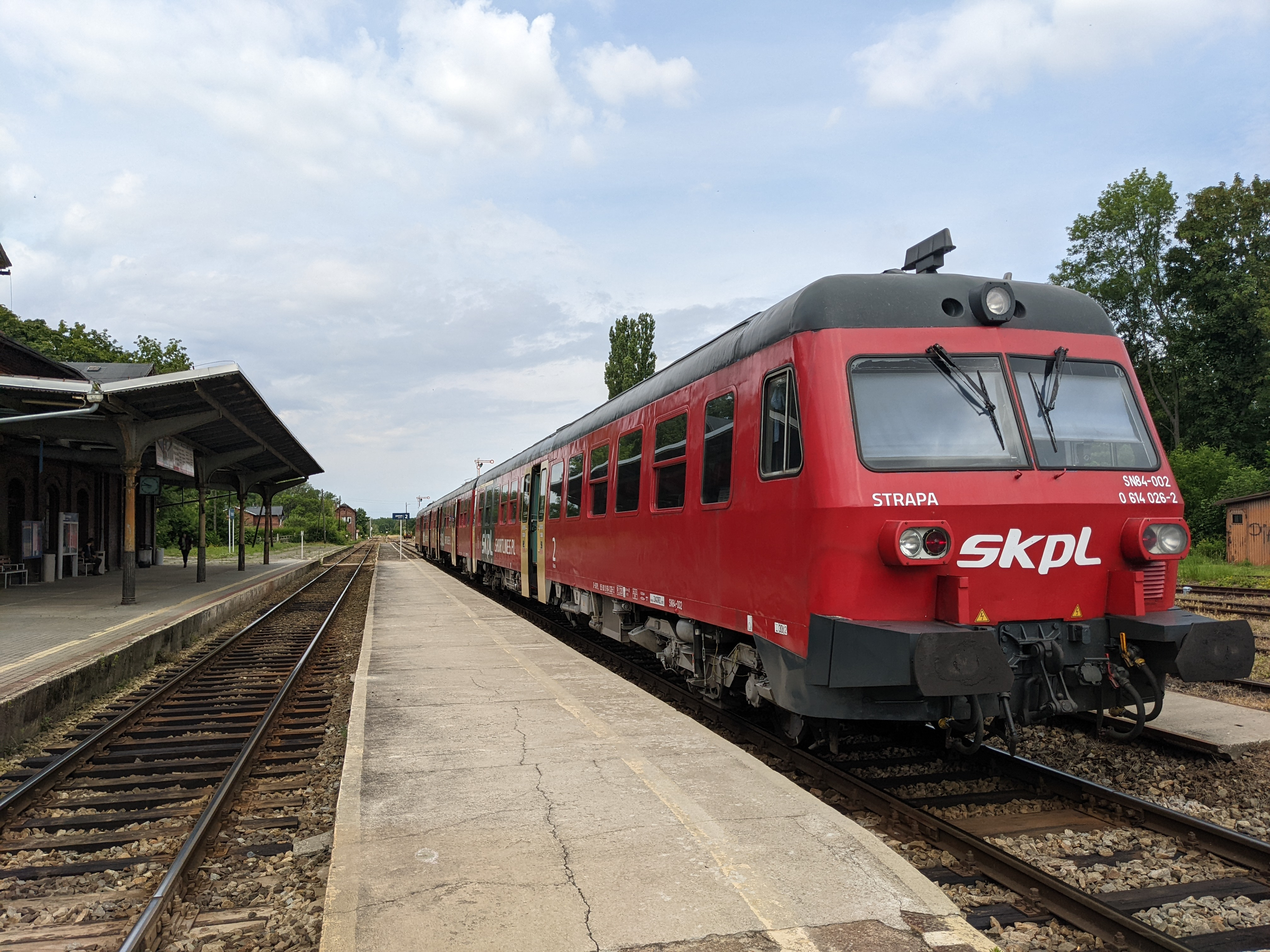
SN84-002 SKPL na stacji w Prudniku (2022)

W 2009, na fali przejęcia od PKP PR segmentu pociągów pospiesznych i przekazaniu go PKP Intercity, spółka zakupiła jeden zestaw z myślą o obsłudze linii kolejowych z trakcją spalinową o sezonowym potencjale potoków pasażerskich: Gdynia Główna – Łeba oraz Gdynia Główna – Hel. Został przydzielony do Zakładu Północnego InterCity, do lokomotywowni Gdynia Grabówek. Od 2009 do 2012 zestaw odbył jedynie jazdy testowe, po czym został odstawiony. W 2012 został zakupiony przez Sigmę Tabor wraz z kolejnymi siedmioma i zmodernizowany w Halberstadt. Od 9 grudnia 2012 miały być eksploatowane przez Koleje Śląskie. Pierwszy zespół VT614 dotarł na Górny Śląsk 22 lutego 2013. Właścicielem taboru stało się Górnośląskie Przedsiębiorstwo Wodociągów. Po pięciu przetargach na sprzedaż taboru w dniu 5 stycznia 2018 r. poinformowano, iż rozstrzygnęło postępowanie i dwa pociągi z serii VT614 zostały nabyte przez SKPL Cargo. Składy te zostały skierowane od obsługi połączenia Rzeszów – Zagórz. W styczniu 2019 przewoźnik sprowadził z Niemiec 2 kolejne takie składy.

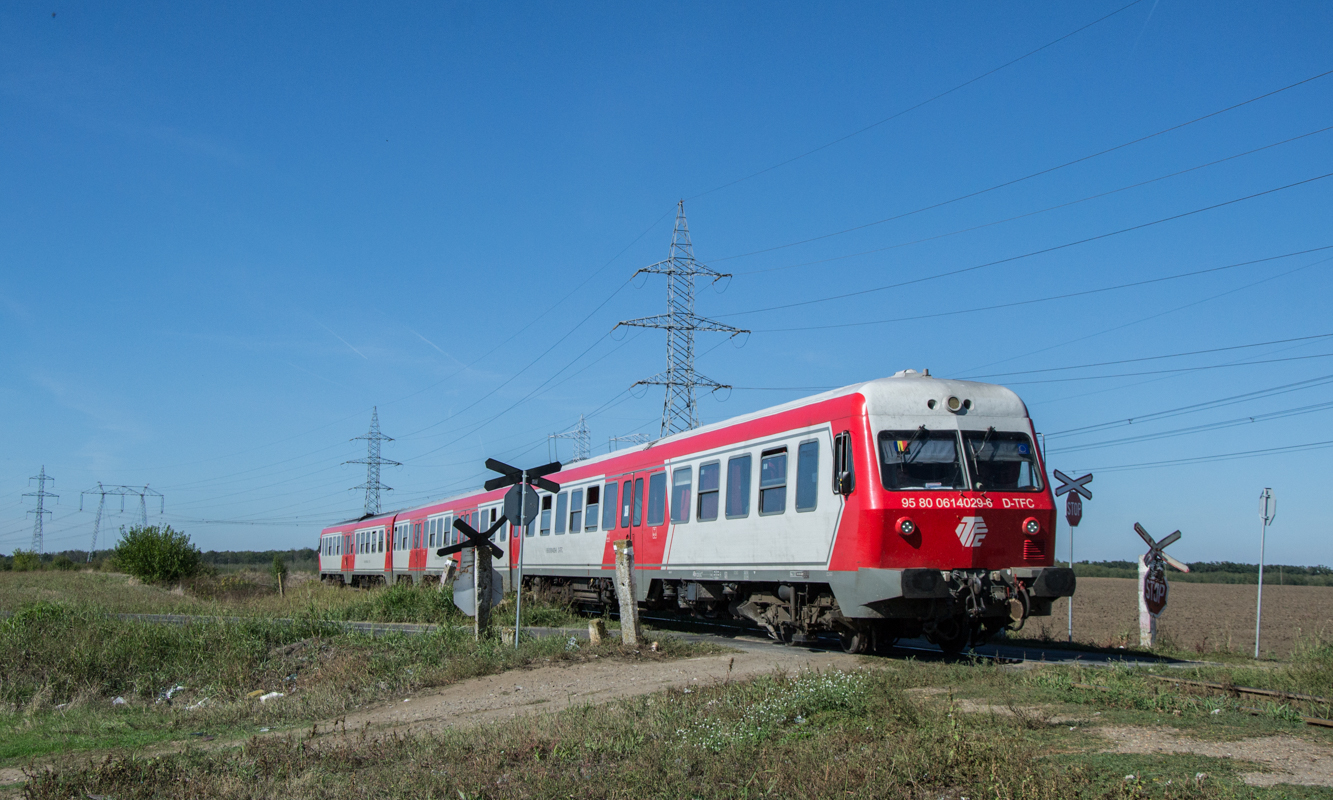
614 029 Transferoviar Calatori jako pociąg Bucuresti Titan Sud - Oltenita

### Rumunia
W 2011 jeden dwuwagonowy zestaw został zakupiony przez Transferoviar Grup i kursuje na lokalnej trasie z Oradei do Klużu-Napoki. Rumuńskie Koleje Państwowe zakupiły natomiast zmodernizowaną wersję pociągu, posiadającą między innymi klimatyzację. Zakupiono 10 zestawów, przydzielonych do Depo w Sybinie.